# 金剛三昧院

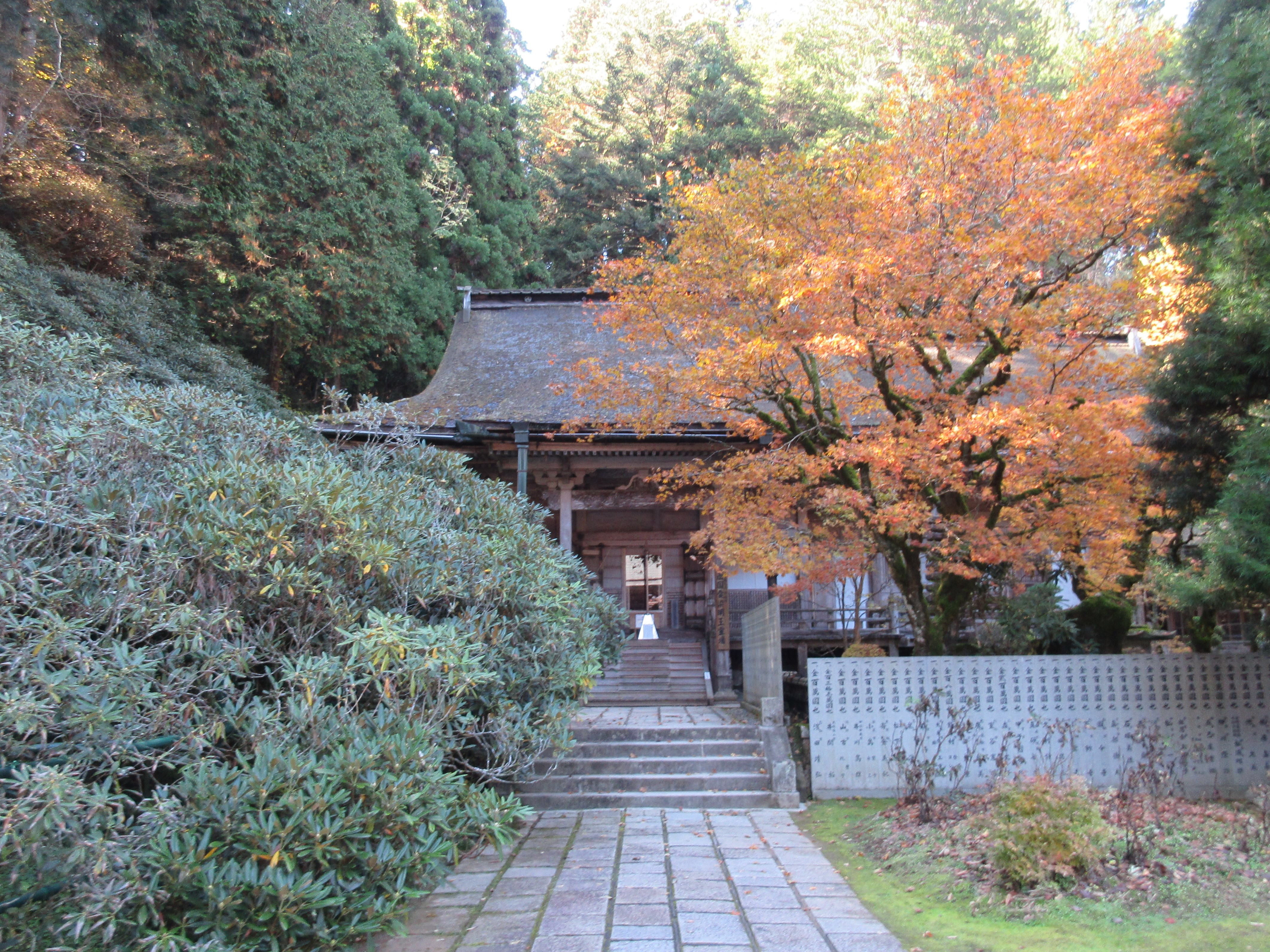
本堂

山門と正面奥に本堂

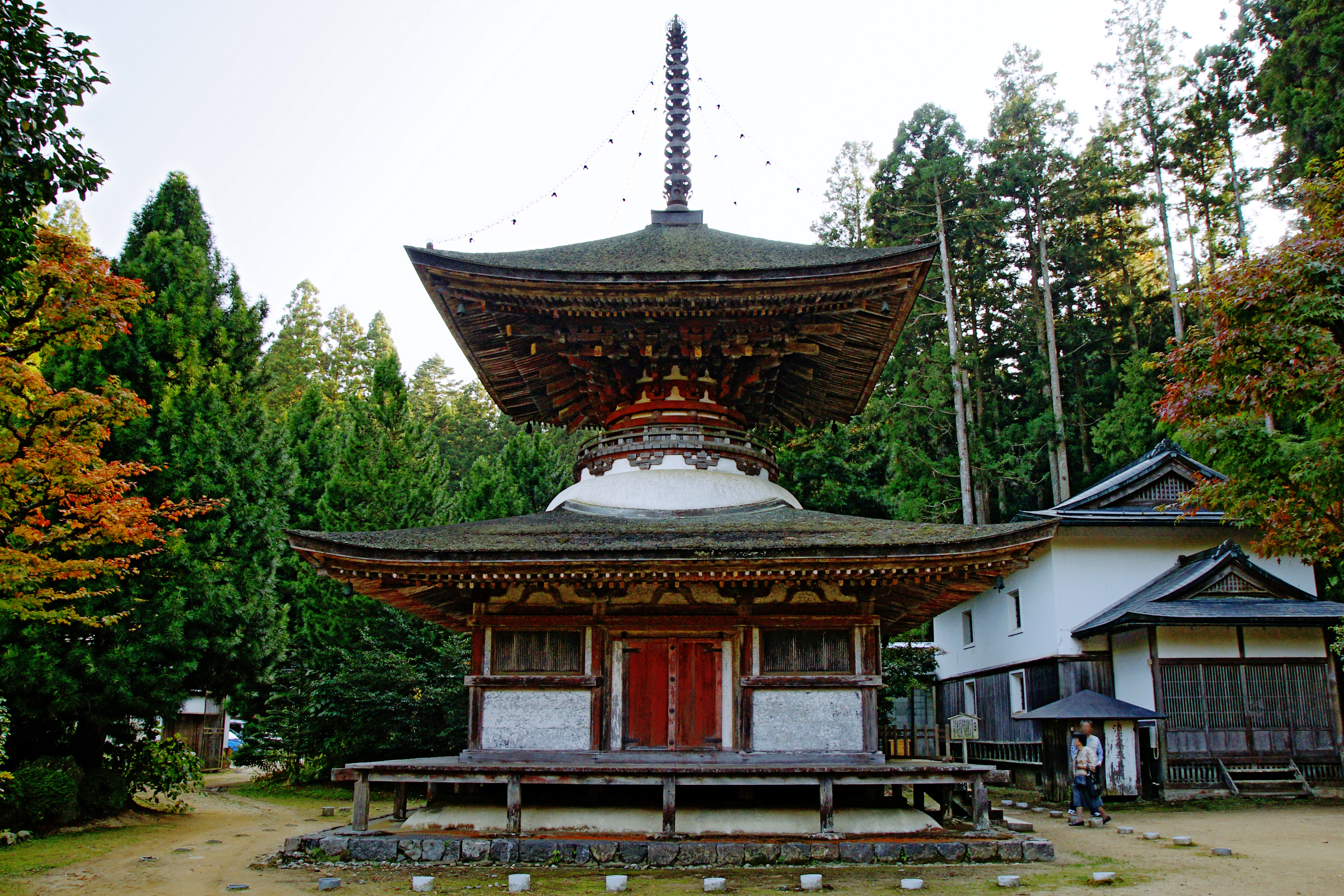
多宝塔（国宝）

金剛三昧院（こんごうさんまいいん）は、和歌山県伊都郡高野町高野山にある高野山真言宗の別格本山の寺院、宿坊。本尊は愛染明王。仏塔古寺十八尊第11番霊場。西国愛染十七霊場第17番霊場。
ユネスコの世界遺産「紀伊山地の霊場と参詣道」の構成要素。

## 歴史
建暦元年（1211年）、北条政子の発願により源頼朝菩提のために禅定院として創建された。開山供養には栄西も招かれ、開山第一世となった。
承久元年（1219年）、源実朝菩提のために禅定院を改築して金剛三昧院と改称し、以後将軍家の菩提寺として信仰された。
貞応2年（1223年）、北条政子が禅定如実として入道し、建立奉行を葛山景倫（願性）・安達景盛が務め、源頼朝と源実朝の菩提を弔うために大日堂・観音堂・東西二基の多宝塔・護摩堂二宇・経蔵・僧堂などを建立した。鎌倉幕府と高野山を結ぶ寺院であったため、高野山の中心的寺院の役割を担った。
嘉禎4年（1238年）、足利義氏が北条政子の十三回忌にあたり、金剛三昧院に大仏殿を建立し、丈六の大日如来像を奉安して政子と実朝の遺骨を納めた。
初代長老が退耕行勇であったことでも分かるように、当院は金剛峯寺とは別個の密・禅・律の三宗兼学の禅宗寺院として経営されていた。しばらくすると浄土教も取り入れるようになった。
葛山景倫（願性）は、安貞元年（1227年）に西方寺を創建していたが、正嘉2年（1258年）、かつて金剛三昧院で行勇に学んでいた心地覚心（法燈国師）を西方寺に迎えた。その際、西方寺に金剛三昧院の禅宗部門を移設した。それ以来金剛三昧院は密教寺院となるが、実融によって再興されて以後は律宗にも力を入れるようになる。
弘安4年（1281年）、北条時宗が安達泰盛を奉行に任じて勧学院と勧修院の二院を造営、僧侶の学道研鑽の道場となり、高野版の摺本を用いた南山教学の中心地として栄えた。しかし勧学院は文保2年（1318年）に後宇多法皇の院宣によって壇上伽藍に移建された。
金剛峯寺の院家として扱われるのは、江戸時代初期頃と考えられている。

## 境内
- 本堂
- 位牌堂
- 護摩堂
- 十三重石塔
- 四所明神社（重要文化財） - 祭神：丹生明神（胎蔵界大日如来）、高野明神（金剛界大日如来）、気比明神（千手観音）、丹生御息（文殊菩薩）。天文21年（1552年）建立。
- 天満大自在天神社 - 祭神：菅原道真
- 経蔵（重要文化財） - 北条政子により貞応2年（1223年）頃に建立。校倉造。
- 多宝塔（国宝） - 北条政子により貞応2年（1223年）に建立。檜皮葺、高さ14.9m。源頼朝によって建立された石山寺多宝塔に次いで日本で2番目に古い多宝塔である。
- 本坊
  - 庫裏
  - 客殿（大広間、重要文化財） - 江戸時代の建立。
  - 台所（重要文化財） - 江戸時代の建立。
- 山門（鐘楼門） - 文政年間（1818年 - 1831年）再建。釣られている梵鐘（重要文化財）は承元4年（1210年）の作。
- 宿坊

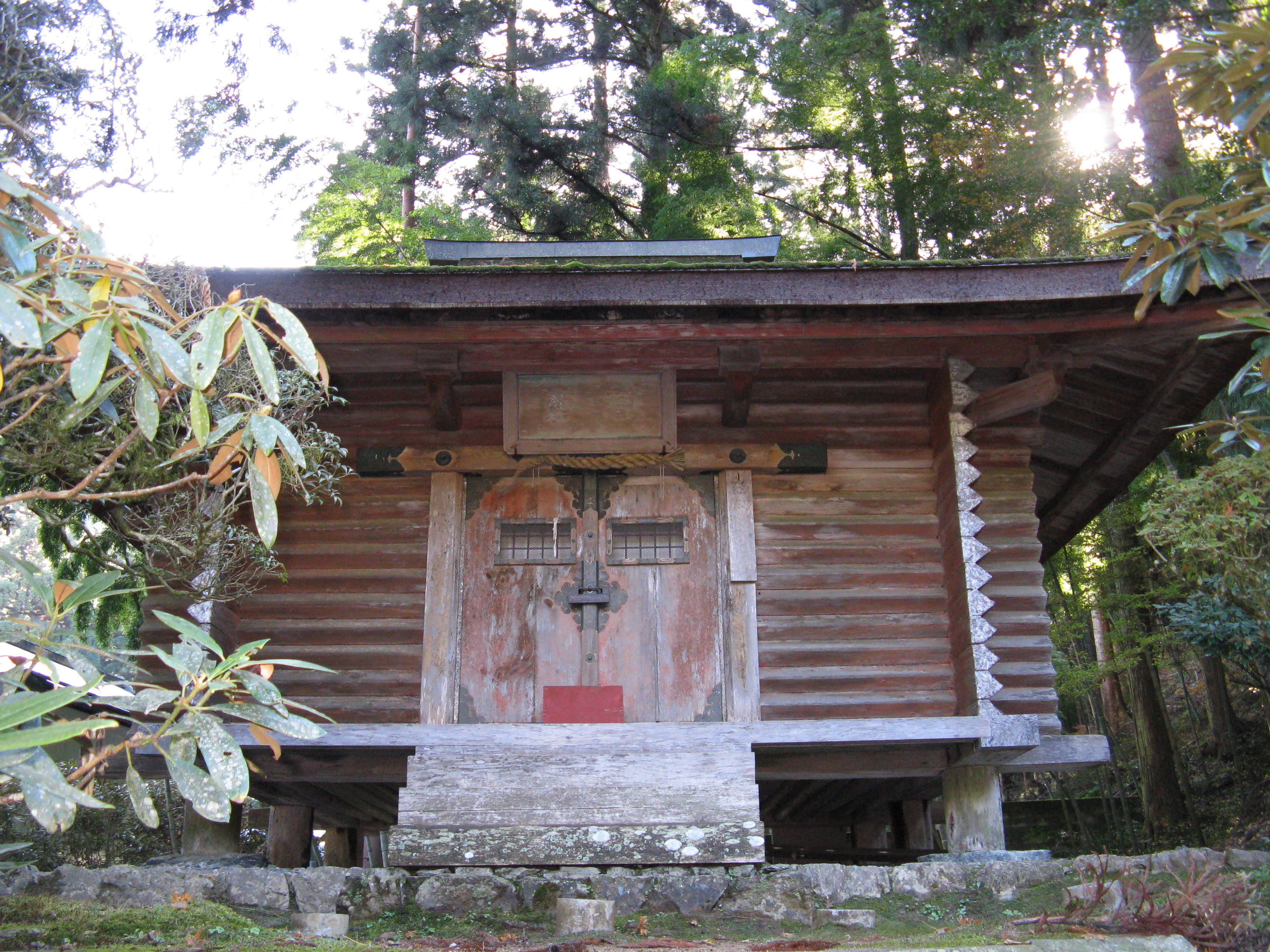
経蔵（重要文化財）
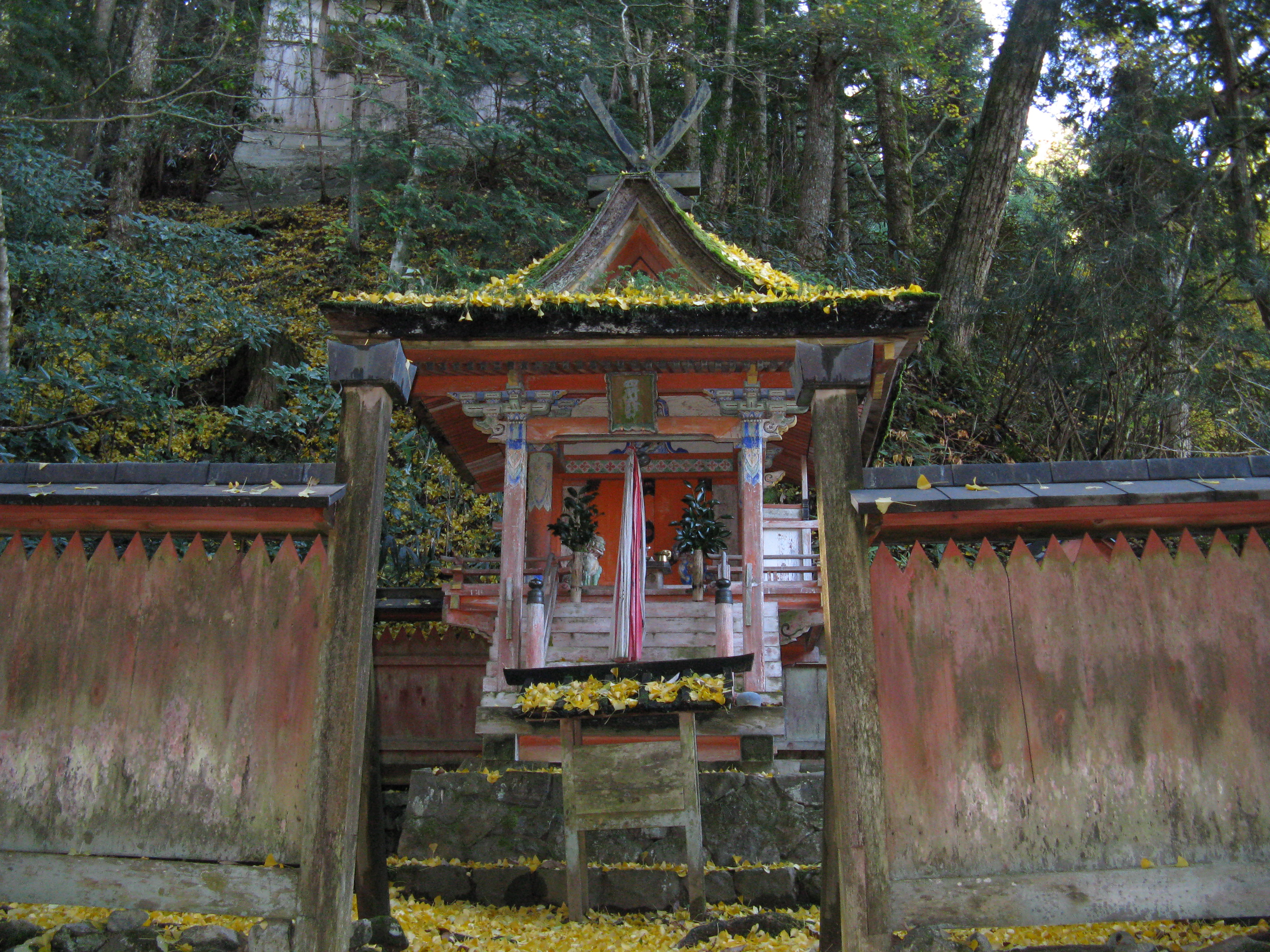
四所明神社本殿（重要文化財）
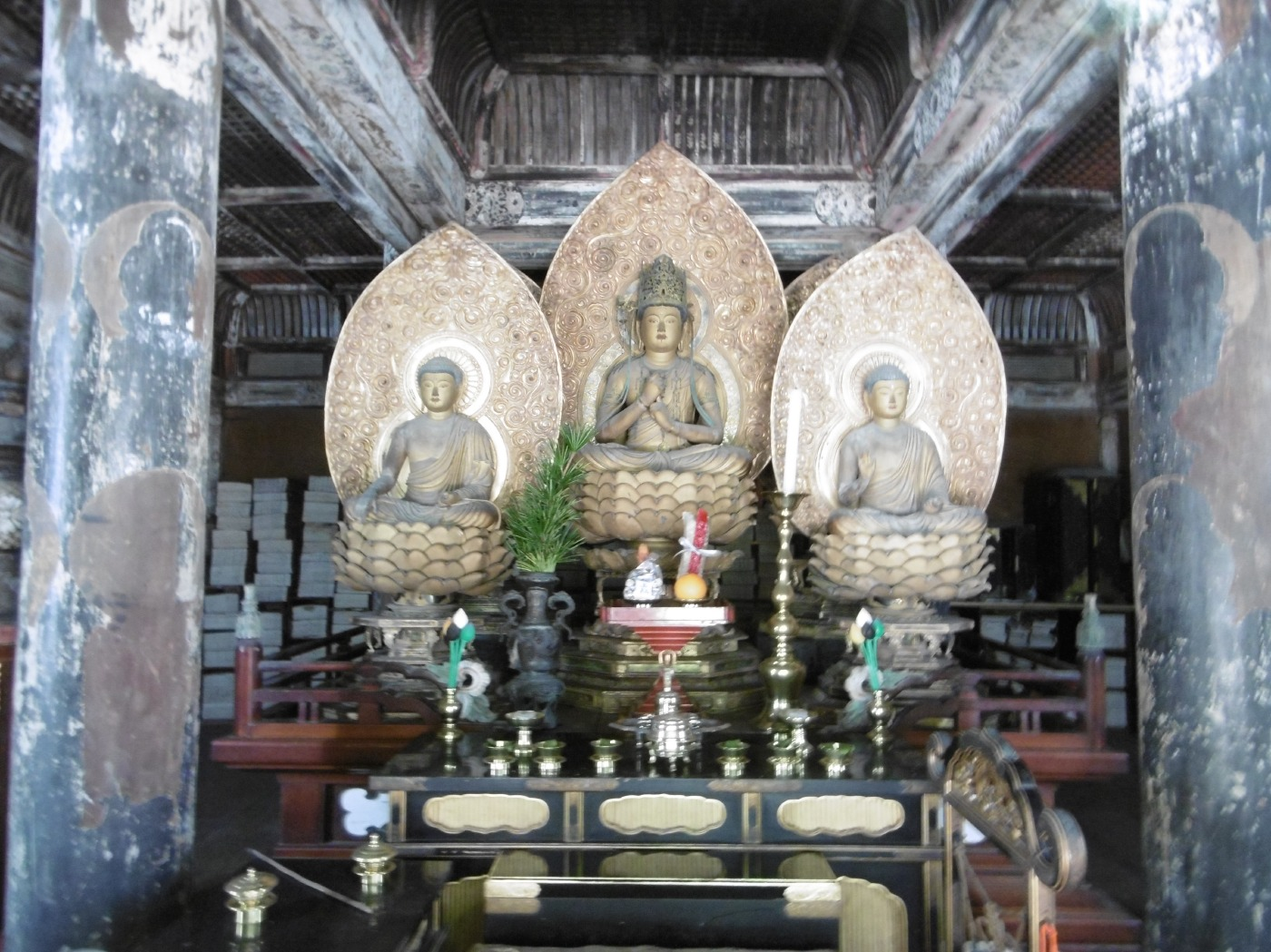
多宝塔の内陣（五智如来）
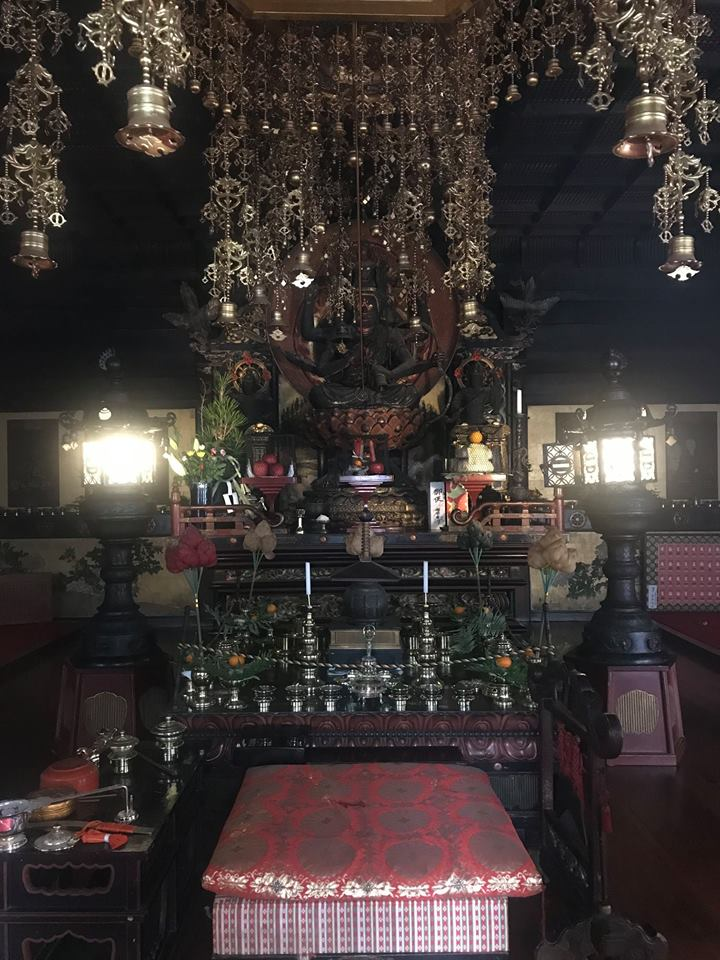
本堂内陣（愛染明王）

## 文化財

### 国宝
- 多宝塔

### 重要文化財

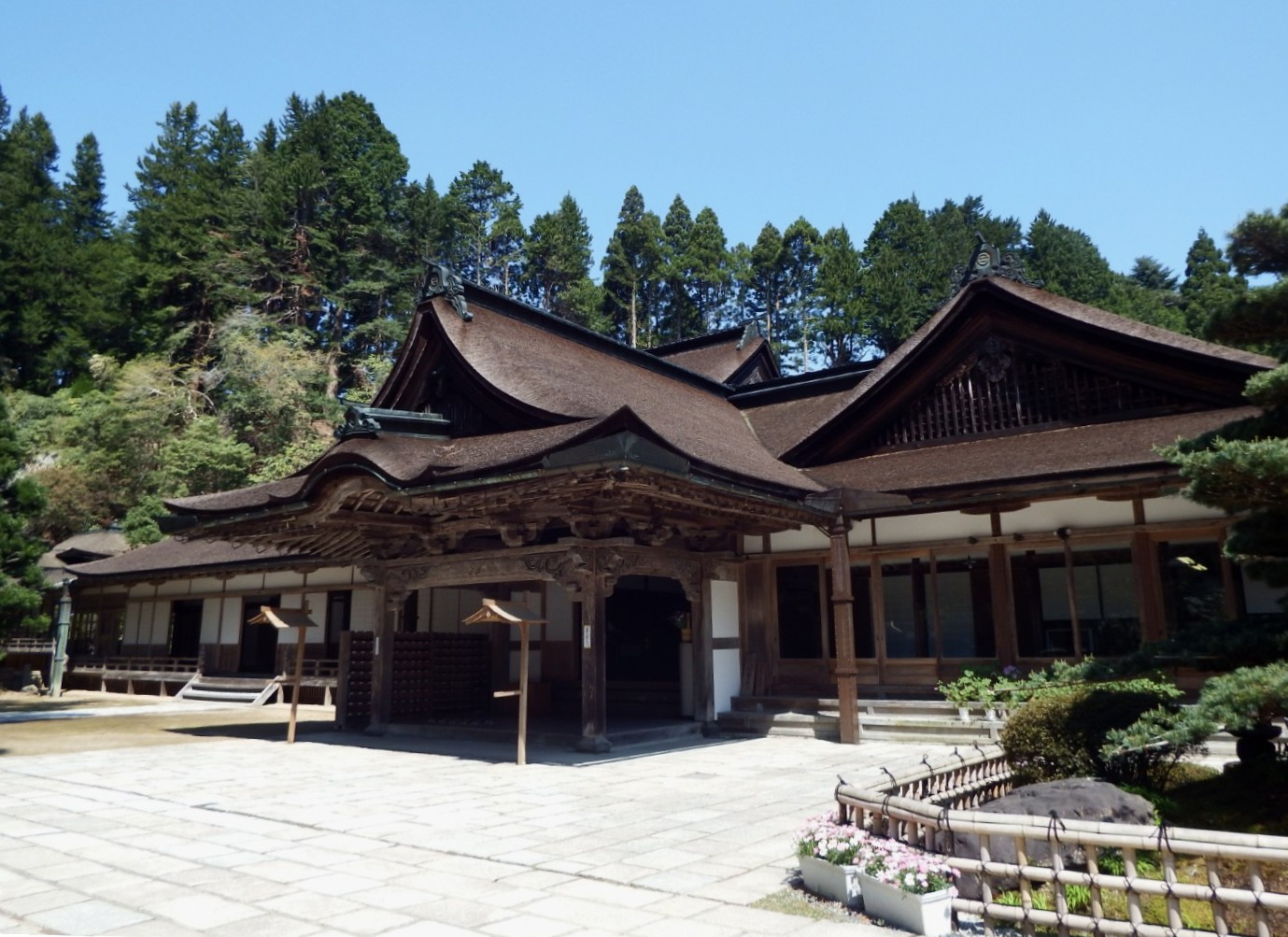
客殿及び台所（重要文化財）

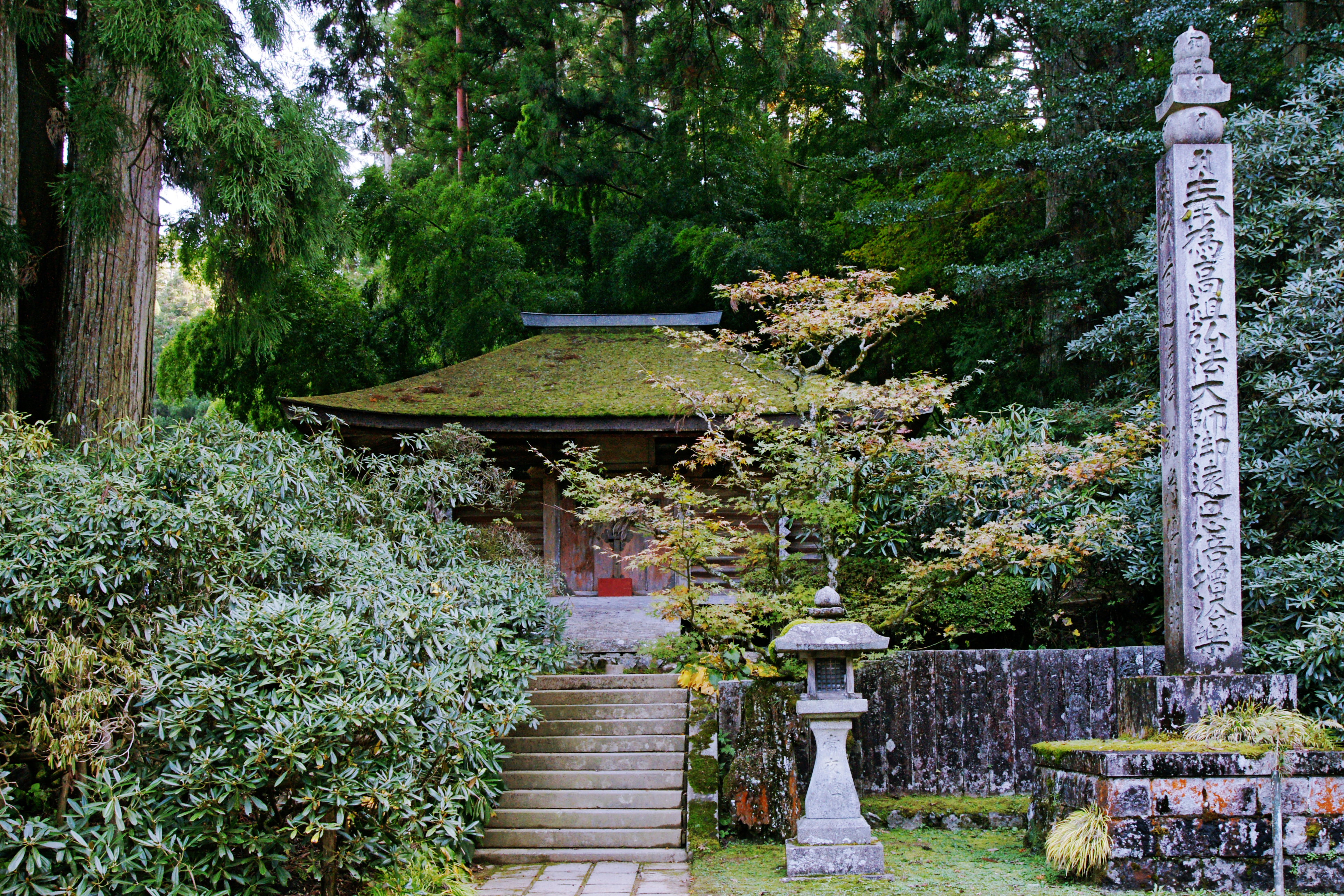
境内（奥の建物は経蔵）

- 経蔵
- 客殿及び台所
- 四所明神社本殿[注釈 1]
- 木造十一面千手観音立像 - 本堂安置、平安時代後期。
- 木造五智如来坐像 5躯 - 多宝塔安置、鎌倉時代。
- 木造不動明王立像（帆不動） - 平安時代後期。
- 絹本著色愛染明王像
- 金地著色梅花雉子図 14面 - 大広間襖絵、伝・小栗宗丹筆。
- 梵鐘
- 刀 銘繁慶 2口
- 高野版板木 486枚

典拠：2000年（平成12年）までの指定物件については、『国宝・重要文化財大全 別巻』所有者別総合目録・名称総索引・統計資料（毎日新聞社、2000年）による。

### 和歌山県指定天然記念物
- 金剛三昧院の大シャクナゲ - ホンシャクナゲの群生。高さ10m以上の大木もあり、樹齢400年以上とも伝わる。

## 前後の札所
仏塔古寺十八尊
10 浄瑠璃寺　-　11 金剛三昧院　-　12 慈眼院
西国愛染十七霊場
16 福智院　-　17 金剛三昧院

## 所在地
- 〒648-0211 和歌山県伊都郡高野町高野山425

## 交通アクセス
- 南海鋼索線高野山駅→南海りんかんバス『千手院橋』下車 徒歩8分